# Jardines de Asia
La Jardinería en Asia tienen su origen en China donde la horticultura ornamental empezó a desarrollarse expandiéndose por todo el resto del continente. La cultura de las flores está considerada como una de las siete artes y goza de gran importancia mística.

## Jardines deChina

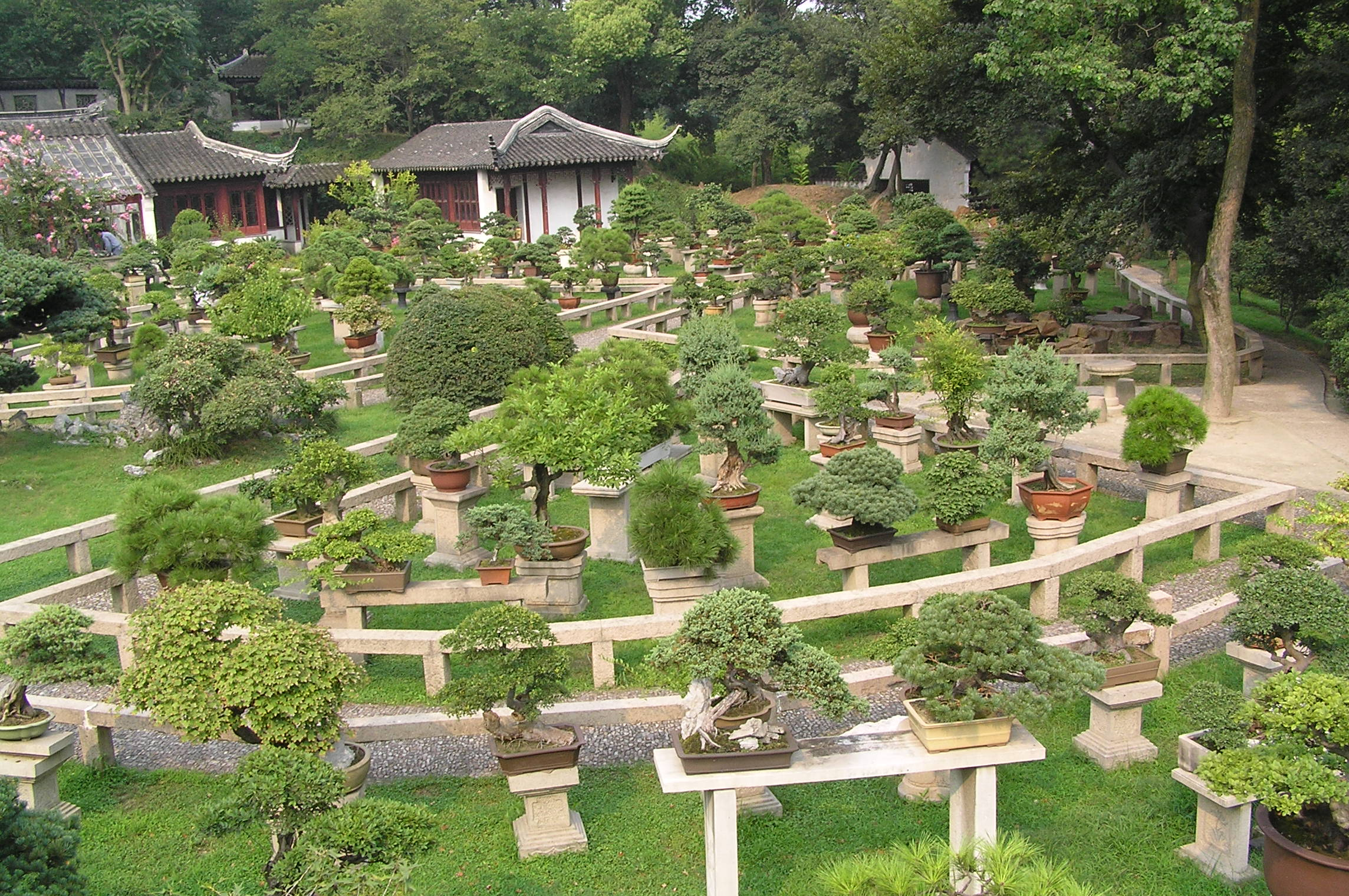
Bosque de bonsáis en los jardines de Pagoda Yunyan Ta.

No se tiene una idea exacta de cuándo empezó a desarrollarse la jardinería en China. No obstante, en muchos textos, se encuentran referencias de los jardines del rey Wu de Zhou (siglo II a. C.), en los cuales se observa que, la concepción de los mismos, se fundamentaba ya, en bases filosóficas. La búsqueda de la armonía con el universo, y el rechazo a la simetría, que no existe en la naturaleza, son el alma de los jardines chinos. En la concepción de los jardines chinos se pretende reflejar un compendio del mundo, conjugando el espíritu y la montaña que, generalmente, se simboliza por medio de una roca, elemento imprescindible en todos los jardines chinos. Los Wei del Norte hicieron de sus capital un resumen del mundo con sus palacios, sus templos, y sus vastos jardines rodeados de plantas medicinales y de parques zoológicos. Durante el período de la Dinastía Han, fueron creados numerosos parques imperiales muy arquitecturales. En el 104 a. C. se inició la construcción del parque Bechaï, frecuentemente modificado y ampliado. Los palacios de la dinastía de los Han (202 a 220 d. C.. ) están rodeados de vastos jardines y parques.
No obstante, la jardinería, no alcanzó su verdadero desarrollo hasta que no se crearon los jardines en las viviendas rurales y en las ciudades. Las viviendas chinas se componen de una sucesión de edificios separados, entre sí, por patios y jardines. Los jardines debían combinar los paseos, y los rincones para la contemplación con los estanques y los distintos pabellones. Más tarde, durante el período de la Dinastía Tang y la Dinastía Song se pusieron de moda los jardines paisajistas. Los paisajistas Ming se apoyaron en las teorías sofistas acerca del arte de la jardinería para la creación de sus jardines.
Contrariamente a la evolución occidental de la jardinería, basada en concepciones artificiales en las que la intervención del hombre quedaba reflejada, en China, lo más importante era el que primara el aspecto natural de los mismos. Se inspiraban en los paisajes que intentaban reproducir y mejorar: el desarrollo tenía que ser lujurioso, el aspecto placentero, de forma que propiciaran la soledad, la meditación, el reposo y el sosiego. Estos jardines estaban provistos de una sorprendente variedad de plantas, especialmente flores y ornamentos. Tenían, asimismo, y por lo general, un riachuelo o un estanque en los que se ponían plantas acuáticas. Se intentaba, también, imitar una pequeña reproducción de valles y cadenas montañosas. Probablemente el origen de la Rocalla procede de China.

## Los jardines de laIndia

### Historia

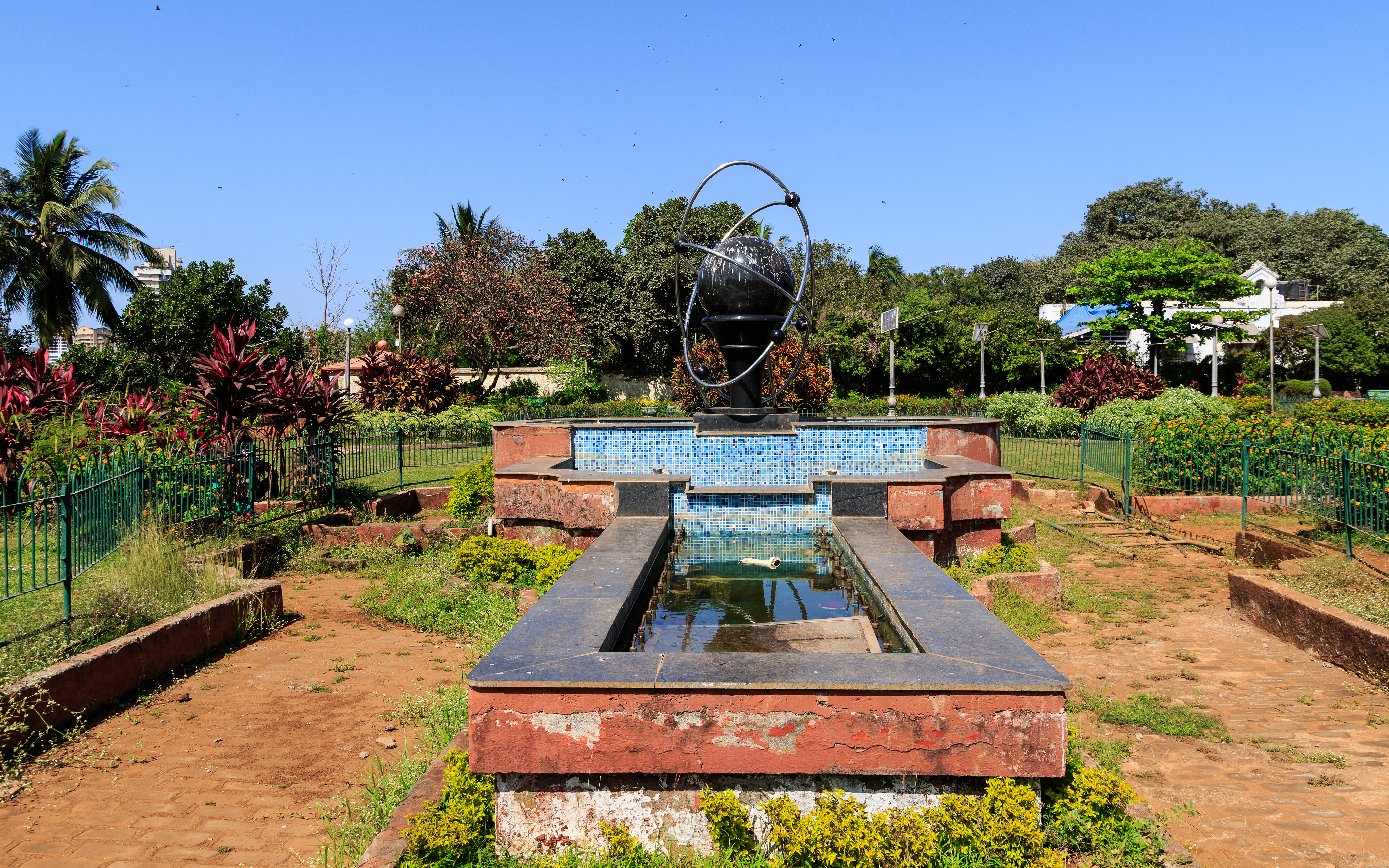
Jardines colgantes en Mumbai.

En la antigua India los jardines eran unos parques floridos en los que se plantaban árboles a lo largo del recorrido de los ríos y en las márgenes de los estanques cubiertos de lotos. Buda vivía, con sus fieles, en uno de los dos parques que sus admiradores le habían ofrecido: el Vélouvana y el Yetanova. Después de su llegada a la región de Bombay los Parsis zoroastristas que rechazaban el Islamismo tuvieron que refugiarse en Mesopotamia y crearon los jardines en los que situaron un gran estanque central. Babur, descendiente de Tamerlán, cruzó Samarcanda e invadió Afganistán y, después, la India donde fundó la dinastía de los Grandes Mogoles. Hizo construir jardines por todas partes siguiendo la línea de los jardines persas en los que se simbolizaban los jardines del Edén. Los jardines mogoles, cuadrados o rectangulares, estaban rodeados por una muralla en la que había una puerta de entrada. Estaban divididos en cuatro partes separadas por diferentes paseos por los que, por el ángulo derecho discurría el agua. Pabellones y fuentes, paseos con árboles y pérgolas cubiertas de parras, separaban las diferentes partes del jardín. El jardín de la fidelidad, de Kabul estaba rodeado de naranjos y granados. La India es el lugar en el que se mezclan toda clase de culturas de la jardinería: el estanque cuadrado se convierte en un canal central o en río, influencia hinduista, y Bagh er Eram, con su lago central, denota su procedencia china. El imperio Mogol, cuando se hallaba en su apogeo, creó las grandes configuraciones, el Taj Mahal, en Agra da testimonio de ello. Después se impuso el estilo árabe: el jardín Dig es el mejor ejemplo.
La idea de poner las plantas en tiestos, procedente de la India, dio paso al arte del bonsái.

## Los jardines deJapón

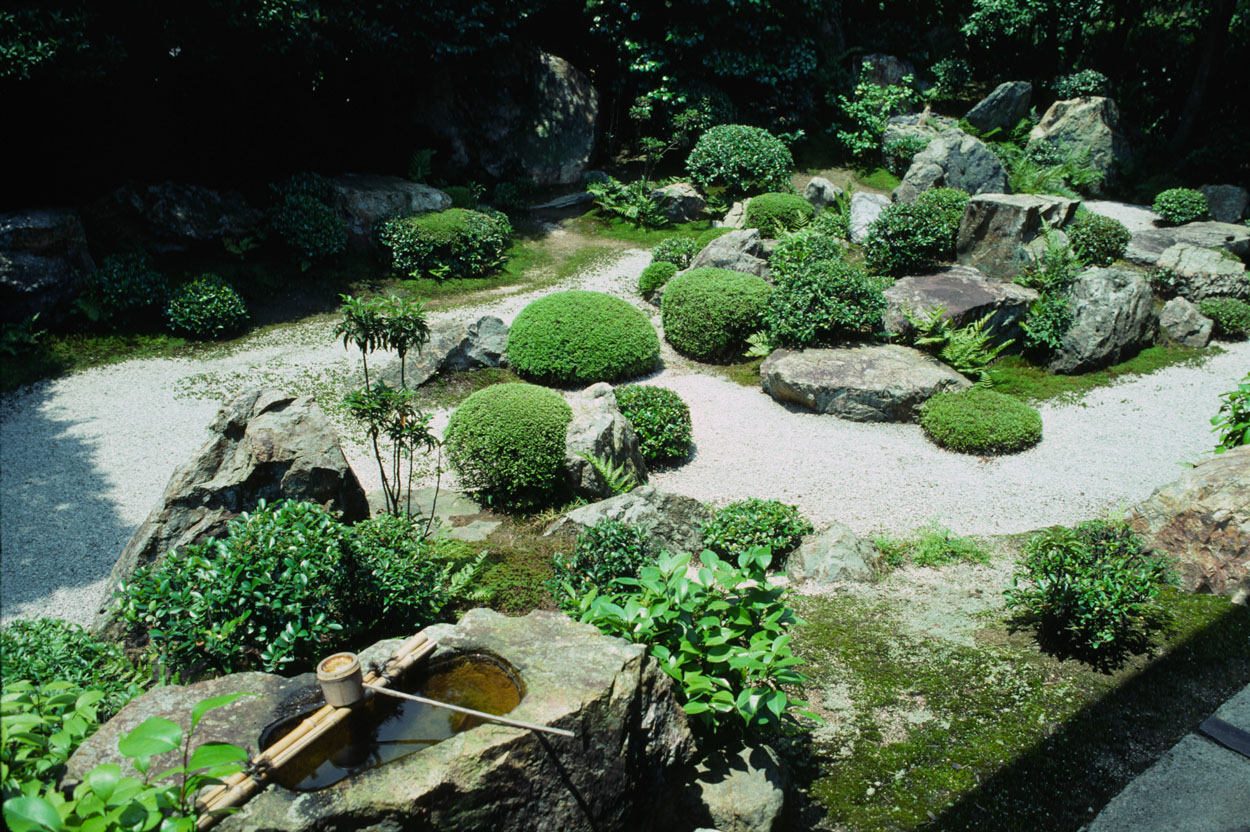
Taizōin en Myoshinji, un templo budista en Tokio, Japón.

La jardinería del Japón proviene de la cultura china que, poco a poco, fue imponiéndose tras las invasiones de Corea por las dinastías Sui (581-618) y Tang (618-907). La jardinería japonesa experimentó grandes trasformaciones abstraídas, rápidamente, de los jardines chinos. Nacieron, así, las aplicaciones originales de la jardinería japonesa: parterres, compuestos, únicamente, por piedras, rocas y arena cuidadosamente dispuestos y estudiados, los bonsái y otros elementos que, a menudo, estaban basados en la filosofía Zen.